# Buzz!: The Hollywood Quiz
Buzz!: The Hollywood Quiz је пети наслов из серијала видео-игара Buzz! коју је за PlayStation 2 развио Relentless Software. Играчи морају да одговоре на питања која поставља мајстор квиза (имена Буз) користећи четири посебна даљинска управљача.
Постоје две игре доступне у режиму за једног играча а то су Time Builder, где одговарање на питања повећава време у последњој рунди, и Hotseat, где играчи морају да одговоре на што више питања користећи време које су сакупили у првој рунди. Да би стекли поене, играчи морају улагати када је то прикладно. Ако погреше губе све бодове које нису уложили.

## Рунде

### Холивудске звезде
Слично као код „Бирача поена“, играчи бирају категорију на великом точку да би одредили следећа питања која ће им бити постављена. Затим сваки играч одговара на питање да би зарадио поене.

### Најбржи прст
На екрану се појављује фото траг и играчи тада морају да дају тачан одговор што је пре могуће. Што је мање времена потребно за одговор, више поена добија играч ако је одговор тачан.

### Чињеница и фикција
Играчима се поставља питање типа "тачно или нетачно". Они тада морају да одговарају у складу са тим.

### Топ Ранк
Играчи стављају четири одговора у тачан редослед што брже могу да постигну поене. Када сви играчи направе селекцију, открива се исправан редослед. Поени се додељују на основу брзине одговора.

### Борба са питама
Први такмичар који тачно одговори на питање добија прилику да баци крем питу на противника. Сваког играча може два пута погодити пита пре него што изађе. Поени се додељују обрнутим редоследом од елиминације, тј. последњи играч који стоји или елиминише осваја више поена од играча који је (претходно) елиминисан.

### Превртање
Такмичари могу да изаберу категорију из које ће одговарати на питања. Први бира такмичар са најмањим резултатом, а затим такмичар са следећим најмањим резултатом. Када питања стигну, ако играч погрешно добије једно од својих питања, бодови које су могли освојити стављају се у мачку. Следећи такмичар који тачно одговори на питање покупиће све поене у мачићу које су други играчи генерисали погрешним одговорима.

### Крадљивац поена
Полако се открива слика, питање и неки могући одговори. Играчи морају да се укључе када мисле да знају одговор. Ако је одговор тачан, они могу да украду 500 поена од противника. Ако није у реду, остају до следећег питања.

### Коначно одбројавање
Бодови које су играчи сакупили током претходних рунди претварају се у временске траке које се постепено смањују. Тачан одговор на питање привремено зауставља одбројавање, али када се трака играча спусти на нулу, он бива елиминисан из такмичења. Бонус време се додељује за први тачан одговор, док се део времена уклања за сваки нетачан одговор. Циљ рунде је да буде последњи учесник, чиме се постаје свеукупни победник Buzz!: The Hollywood Quiz.

## Пријем
Игра је добила повољне оцене према специјализованом сајту за прикупљање рецензија Metacritic. Грег Милер из IGN-а је рекао да је Relentless Software могао једноставно да остане са истим стилом који је био присутан у претходним играма, али је уместо тога изабрао нови стил који је био очигледна промена. Похвалио је побољшање ликова, иако је њихова графика и даље била неуједначена, али је признао да је то вероватно већа кривица конзоле PlayStation 2 него саме игре. Закључио је да је игра била опширна, забавна и уопштено углађенија од претходних наслова из серијала Buzz!. 